# Rumburská pahorkatina
Rumburská pahorkatina je geomorfologická jednotka, okrsek Šluknovské pahorkatiny. Nachází se v severní části Česka ve Šluknovském výběžku. Její rozloha je 110 km² a nejvyšším vrcholem je Vlčí hora (591 m).

## Přírodní poměry
Rumburská pahorkatina je geomorfologický okrsek Šluknovské pahorkatiny o rozloze 110 km² s členitým reliéfem. Nachází se ve střední, jižní a východní části Šluknovského výběžku. Severovýchodní, východní až jihovýchodní hranice tvoří česko-německá státní hranice s přesahem svahů do sousedního Německa. Západní až jižní hranice kopíruje lužický zlom, severní hranice prochází údolím Mandavy a z Dolních Křečan pak údolími na sever až ke státní hranici západně od Jiříkova. Střední sklon území je 3°55' a střední nadmořská výška 433 m. Nejvyšším bodem je vrchol Vlčí hory (591 m), nejnižším pak hladina Mandavy na státní hranici s Německem ve Varnsdorfu (310 m). Převládajícími horninami jsou brtnická a rumburská žula a lužický a václavický granodiorit, které doplňují průniky třetihorních výlevných vyvřelin, především čediči příbuzných hornin, méně znělec, a dále žilný dolerit. Územím prochází hlavní evropské rozvodí. K povodí Labe a úmoří Severního moře náleží Křinice a přítoky Sprévy, k povodí Odry a úmoří Baltského moře patří Mandava a její přítoky. Krajina je středně zalesněná a náleží k 4.–5. lesnímu vegetačnímu stupni (bukovému, respektive jedlo-bukovému). Původní lesní porosty se dochovaly jen ojediněle, převládají smrkové monokultury s dominantním smrkem ztepilým (Picea abies), doplněným bukem lesním (Fagus sylvatica), jedlí bělokorou (Abies alba) či modřínem opadavým (Larix decidua). Průměrná roční teplota se pohybuje v rozmezí 6,5–7 °C, průměrné roční srážky pak v rozpětí 700–800 mm. Na území zasahuje chráněná krajinná oblast Labské pískovce, chráněná krajinná oblast Lužické hory a okrajově také národní park České Švýcarsko.

## Vrcholy
Výběr zahrnuje kopce pojmenované na Základní topografické mapě ČR (s výjimkou Šibeničního vrchu), jejichž vrchol leží na českém území.
- Vlčí hora (591 m)
- Špičák (544 m)
- Valy (543 m)
- Dymník (517 m)
- Petružálkovy skály (515 m)
- Kamenný vrch (510 m)
- Vyhlídka (452 m)
- Křížový vrch (446 m)
- Hrádek (440 m)
- Strážný vrch (425 m)
- Šibeniční vrch (389 m)

## Geomorfologické členění
Geomorfologický okrsek Rumburská pahorkatina se dělí na tři podokrsky:
- provincie: Česká vysočina
  - subprovincie: IV Krkonošsko-jesenická
    - oblast: IVA Krkonošská
      - celek: IVA-1 Šluknovská pahorkatina
        - okrsek: IVA-1-B Rumburská pahorkatina
          - podokrsek: IVA-1-B-a Jiříkovská pahorkatina
          - podokrsek: IVA-1-B-b Krásnolipská pahorkatina
          - podokrsek: IVA-1-B-c Varnsdorfská pahorkatina